# Констанције Рус
Констанције Рус (рус. Констанций) је хришћански светитељ и монах.

## Биографија
По пореклу је био Рус.
Служио је као посланик при цркви у руском посланству у Цариграду. На уређивање храма је издвајао и своја средтва. Био је веома побожан и скоро сваки дан је служио свету литургију. Два пута недељно је водио разговоре о стварима вере, на руском и грчком језику. Због његове побожности и ревности народ га је волео и поштовао.
За време Руско-турског рата, Констанције је остао у Турској, али је отишао на Свету гору. Тамо је провео неко време у Лаври светог Атанасија, па је затим отпутовао у Јерусалим, у Свету Земљу, да се поклони тамошњим светињама. Након тога се вратио на Свету гору и поново живео у Лаври. Када се рат завршио, поново се вратио на дужност у Руском посланству у Цариграду.
После неког времена дошао је у сукоб са послаником због неког разлога. И тата је из страха или гнева отишао пред султана, одрекао се хришћанства и примио ислам. После пар дана покајао се. У том покајничком расположењу, презрео је живот и желео да пострада за Исуса Христа. Тако је поцепао Турску одећу, обукао стару мантију, и поново отишао у султанов дворац, пред свима изјавивши да је Исус Христос једини и истинити Бог. Разјарени дворјани су га ухватили и на тргу пред султановим дворцем му одсекли главу. Због вере у Христа је пострадао 1743. године.
Српска православна црква слави га 26. децембра по црквеном, а 8. јануара по грегоријанском календару. Руска православна црква га слави заједно са осталим светитељима са Свете горе у заједничком празнику — Сабору свих преподобних богоносних отаца, са Свете горе Атонске (рус. Собор всех преподобных и богоносных отцев, во Святой Горе Афонской просиявших), који се празнује друге недеље Педесетнице.